# Koshinetsu
Kōshinetsu (Japans: 甲信越, Kōshinetsu-chihō) is een subregio van de regio Chubu in Japan.
In Kōshinetsu liggen de volgende prefecturen:
1. Yamanashi
2. Nagano
3. Niigata